# Alex Tremulis
Alexander Sarantos Tremulis (23 janvier 1914-29 décembre 1991) est un designer industriel gréco-américain qui a travaillé pour l'industrie automobile nord-américaine. Tremulis a occupé des postes de chargé de conception automobile chez Cord Automobile, Duesenberg, General Motors, Tucker Car Corporation et Ford Motor Company avant de créer une société de conseil. 

## Biographie

### Début de carrière

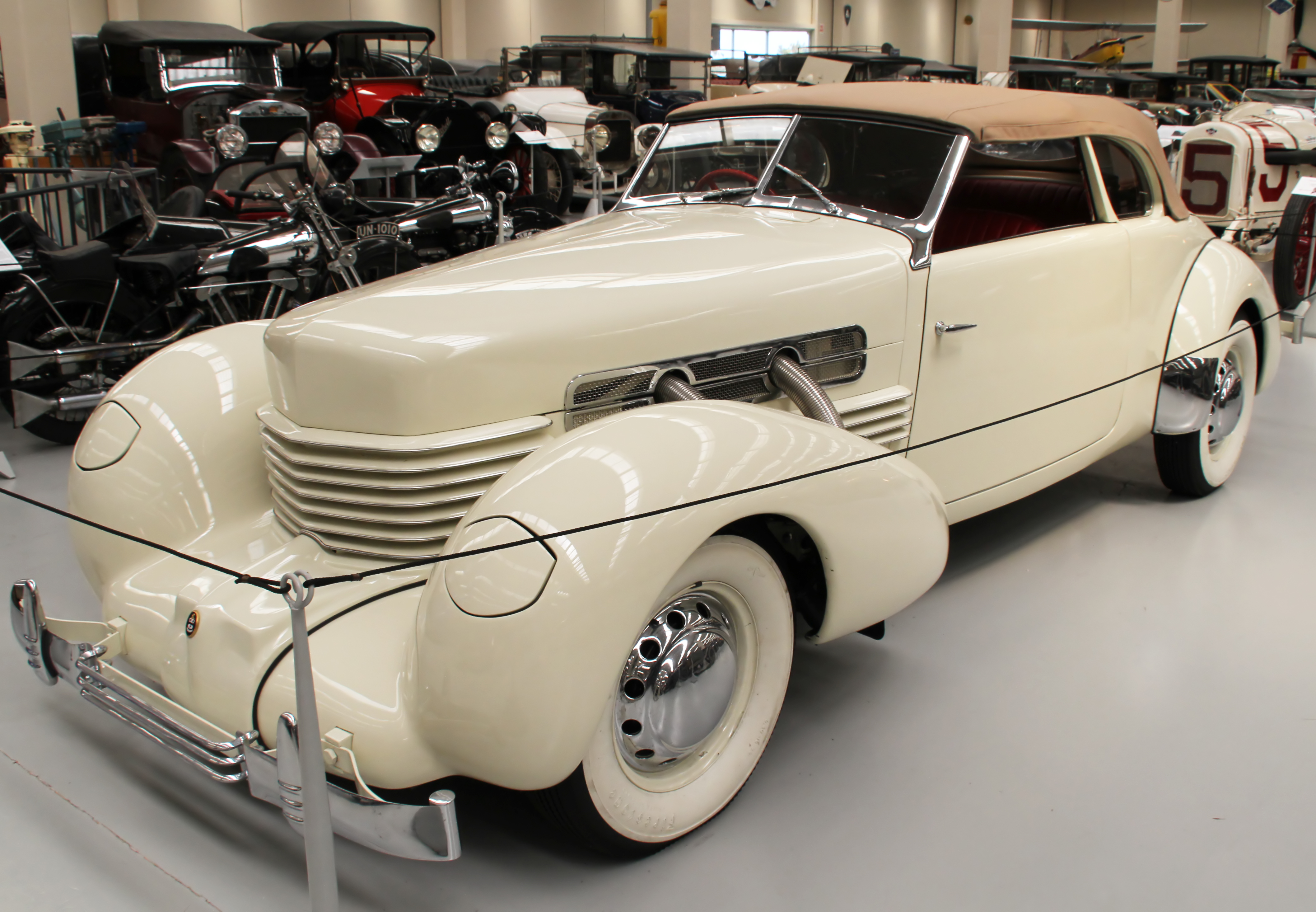
Cord 810 Roadster

Tremulis était le fils d'immigrants grecs. Ses parents, Antonia et Sarantos Tremulis, étaient originaires d'un village près de Sparte. À 19 ans et sans formation réelle en art ou en ingénierie, il obtient en 1933 un poste dans l'équipe de conception de la société Auburn-Cord-Duesenberg. Parmi ses projets figuraient les désormais célèbres et classiques séries Cord 810 et 812, ainsi qu'un roadster Duesenberg personnalisé ayant des options de cabriolet et de toit rigide. En 1936 il fut nommé styliste en chef pour Auburn-Cord-Duesenberg et resta à ce poste jusqu'à la faillite de l'entreprise en 1937. 

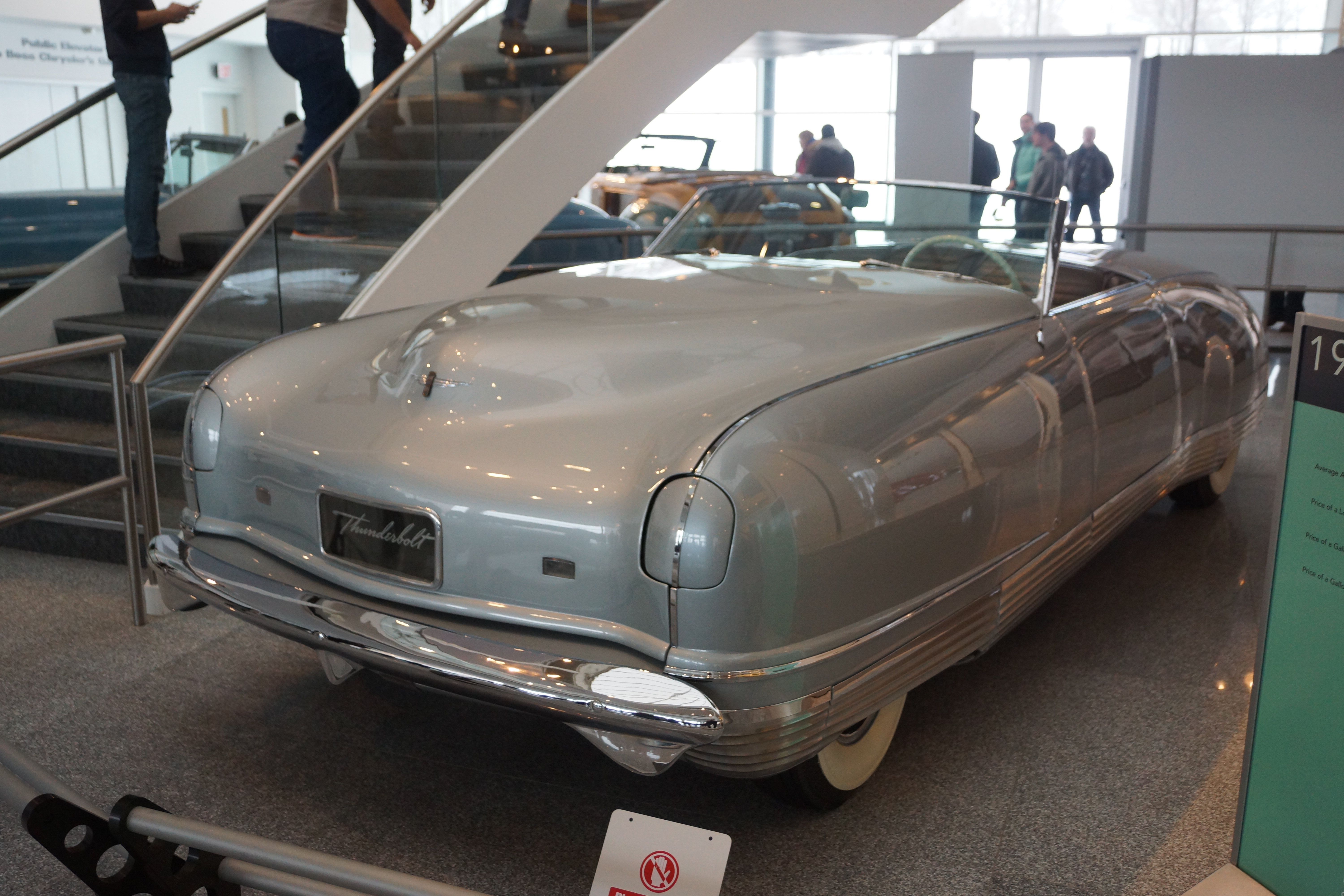
Chrysler Thunderbolt 1941

Tremulis travailla brièvement pour General Motors avant de partir chez Briggs-Le Baron (en), un carrossier travaillant pour Chrysler à l'époque. En 1938, il travailla pour Custom Motors à Beverly Hills, en Californie, qui fabriquait des voitures uniques pour les stars de cinéma. Il fut également consultant pour Crosley et American Bantam en 1939. Ses créations pour American Bantam sont restées en production jusqu'à ce que l'entreprise passe complètement à la production de Jeeps militaires avant la Seconde Guerre mondiale. De retour à Briggs en 1939, il travailla avec Werner Gubitz et Howard « Dutch » Darrin pour concevoir les versions de production de la Packard Clipper. Il était également à l'origine de la création du concept car Chrysler Thunderbolt de 1941. Ses contributions à ces deux modèles ont aidé à établir des tendances de style qui influencèrent le design automobile après la Seconde Guerre mondiale. 

### Travaux dans l'US Force

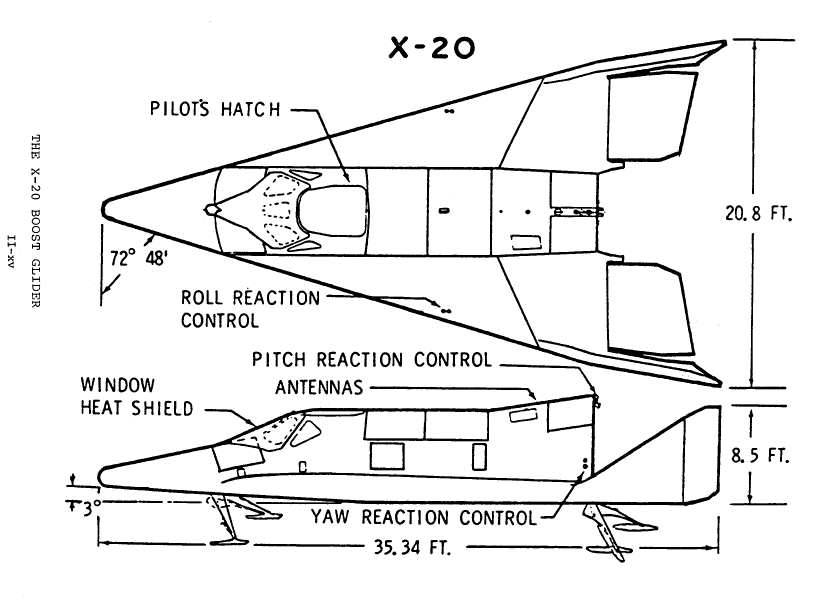
Boeing X-20 Dyna-Soar

Après le bombardement de Pearl Harbor en 1941, Tremulis rejoint l'armée de l'air américaine. Il travailla sur des concepts d'avions avancés à Wright Field (actuellement Wright-Patterson Air Force Base). Il développa un concept qui, dans les années 1960, est devenu le Boeing Dyna-Soar, un véhicule spatial de type navette multirôle. Pendant qu'il était à l'US Air Force, il fit les premiers dessins spéculatifs des moyens de transport que les formes de vie extraterrestres seraient susceptibles d'utiliser pour visiter la Terre. Ses dessins conceptuels ont été les premiers dessins de vaisseaux spatiaux en forme de soucoupe documentés. 

### Fin de carrière

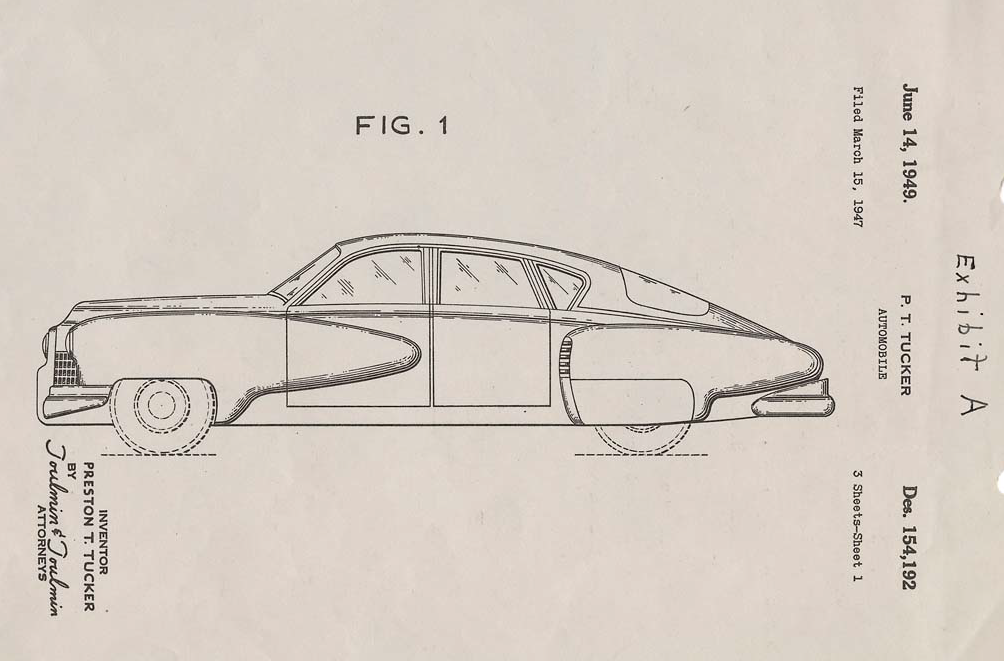
Plan de la Tucker 48 Sedan

Après la guerre, Tremulis travailla avec la société de design Tammen & Denison jusqu'à ce que Preston Tucker l'engage pour concevoir la Tucker Sedan de 1948. Comme Phil Egan l'a décrit dans son livre Design and Destiny: The Making of the Tucker Automobile, c'est Tremulis qui était principalement chargé de diriger la fabrication de la Tin Goose (« L'Oie en étain », une référence à la Spruce Goose de Howard Hughes) jusqu'à sa sortie. Les premières voitures Tucker produites étaient propulsées par un moteur d'hélicoptère Franklin converti fourni par Air Cooled Motors. Carl Doman, un ingénieur d'Air Cooled, construisit un moteur plus puissant développant 275 chevaux contre 166 chevaux, mais qui fut rejeté par la direction qui estima que la voiture était assez rapide avec le groupe motopropulseur d'origine. Le moteur plus puissant fut remisé en vue d'être utilisé sur le futur modèle Tucker appelé Talisman. Alex Tremulis et son assistant, Phil Egan, devaient élaborer des propositions de concepts pour ce futur modèle. Avec la faillite de Tucker, ces concepts ne purent jamais aboutir. 
En 1957, en tant qu'employé de Ford, Tremulis fut chargé de concevoir la voiture « qu'il croyait que nous conduirions en l'an 2000 ». Tremulis élabora des plans et réalisa un modèle en argile du Ford X-2000, un concept qui sera ensuite concrétisé sous la forme d'un prototype fonctionnel en 1999 par Andy Saunders, un constructeur britannique. Celui-ci le présenta lors de salons automobiles en 1999 et 2000. Tremulis a également conçu le concept-car Ford Seattle-ite XXI de 1962 pour l'Exposition universelle de Seattle. 
Tremulis quitta Ford en 1963 pour fonder sa propre société de conseil à Ann Arbor, Michigan. Parmi les derniers modèles de Tremulis figuraient la Subaru BRAT (en) de 1978 à 1987. 
Tremulis a été consultant en 1988 pour le film Tucker dans lequel son personnage était joué par Elias Koteas. Il a également fréquemment collaboré au magazine Road & Track (en).

### Mort
Tremulis est décédé le 29 décembre 1991. Il a été enterré au Ivy Lawn Memorial Park à Ventura, en Californie. 

## Prix
- 1982 - Intronisé au Automobile Hall of Fame[4]
- 1987 - Honoré par la Society of Automotive Engineers pour la conception de la Tucker, comme l'une des «automobiles importantes du dernier demi-siècle».

### Voir également
- Ford Gyron